# 天主教绛州宗座监牧区
天主教絳州宗座監牧區（拉丁語：Apostolica Praefectura Kiangchovensis；俗称：新绛宗座監牧區；中國官方稱為：运城教區）是天主教在中国山西省西南部設立的一個宗座監牧區，直屬聖座。

## 概況
1936年5月25日，聖座成為絳州宗座監牧區，直屬聖座。1949年，絳州宗座監牧區信徒人數為7,546人、5個堂區、14位司鐸和14位修女。2006年，絳州宗座監牧區有信徒約為10,000人，29位司鐸和40多位修女。教座位於山西省運城市新絳縣北街頂端的高崖上聖安道主教座堂。現時，宗座監牧區處於教座出缺狀態。

## 歷史

### 成立初期
山西信徒團體早於1600年已成立，且不斷擴展。1929年當地發生旱災。許多信徒離開當地，信徒由5,000人跌至1,700人。荷蘭籍方濟會會士從荷蘭運來救濟物資，使災情大大減低。
1936年5月25日，聖座從山西潞安府代牧區劃出山西西南部20個縣，佔地17,000平方公里，設立絳州宗座監牧區，由荷蘭籍方濟會孔昭明神父出任首任宗座監牧。宗座監牧區共有信徒約6,000人，設有6個分區，由8位荷蘭籍方濟會會士和3位國籍教區司鐸服務。那時的新絳市內並没有正式的教堂；一切禮儀都在一座原是明朝於1654年贈給耶穌會會士金尼閣的老舊官邸舉行。1936年時，耶穌會轉贈予孔神父。1937年，孔神父在絳州城建造一座規模巨大的哥特式主教座堂，據稱其規模為中國最大的4座哥特式天主教堂之一。1937年還動工興建兩間新的聖堂及小修院。

### 國共內戰及抗日戰爭
可是，由於中國共產黨進人延安地區及1939年爆發的抗日戰爭，造成傳教工作受阻及教難常生。1938年抗日戰爭期間，胡仰化种父用傅教中心保護一群婦女和兒童，但遭到日軍不友善對待，因為他們慢疑他協助雷鳴遠神父在該區組纖的教友對抗日軍。1938年10月2日，胡神父在自己的房間被殺害，身上還有三處槍。太平洋戰爭爆發後，所有荷蘭籍傅教上被拘禁於傅教區的總部富所內三個月之久。1943年3月，他們再被送往山東的濰坊集中營。五個月後，再被轉送至北京方濟會中國語言學校內。
宗座監牧區由數位意大利籍方濟會會士及兩位由附近傳教區而來的國籍司鐸，協助5位當地的國籍司鐸繼續傳数工作。國籍方濟會會士宋世俊神父被任命為宗座副監牧。
1945年日本投降後，孔宗座監牧和兩位方濟會司鐸回到新絳。翌年，另有4位方濟會會上和4位荷蘭（海爾藍）聖若瑟會的修女到來。1947年時，再有5位年青會士和兩位休假中的年長會土由荷蘭而來，但他們抵達北京後，無法轉到新絳。

### 迫害教會
1947年5月，中共攻陷新絳。五個月後，卜學隆神父被中共人民法庭判處死刑，遭到殘酷殺害。孔監牧和方濟會區會長曹冠英神父決定，讓傳教上逃往安全地區。可是不久，宗座監牧、方濟會區會長、新絳修女的長上及國籍會士劉克仁神父和三位荷蘭籍修女齊遭到拘禁。由於，在荷蘭有傳孔宗座監牧已被殺，於是便於同年12月15日在他的家鄉蒂爾堡，為他舉行追思禮，然而孔宗座監牧卻仍活著。
1948年中，宗座監牧區內的所有司鐸、修女和修士全部逃到國内其他地方。同3月22日，中共釋放及准許他們返回，還給一他們一座房子，讓他們繼續照顧病人。1949年10月1日，中國共產黨在中國大陸地區建立中華人民共和國，並繼續針對天主教進行宗教迫害及打壓，教會已經無法正常運作。同年11月18日，孔神父獲准回到白己的住所，但醫院和修院已被佔用作學校。1950年10月，孔監牧獲准前往運城及找到平之慎神父和幾位國籍修女。後來，多國籍司鐸回來重新投入牧民工作。
1952年初，聖若瑟會修女退回荷蘭。同年，發生三自愛國運動，國籍司鐸被限制在自己的堂區內。主教座堂及前園被没收，宋世俊神父被判勞改。孔神父獨自一人留在新絳。1954年初，孔神父是少數仍留在山西的傳教士之一。同年2月12日荷蘭籍孔昭明神父被軟禁，2月底被中國政府判驅逐出境。同日，被送上火車前往天津，乘輪船前往英屬香港。宗座監牧區內的教務自動由副監牧宋世俊神父接替。可是，他和孔神父一起遭拘捕後，已被判處25年勞改。

### 近代
1966年至1979年文化大革命期間，宗座監牧區的所有宗教活動停止。1980年代初，宗座監牧區逐步恢復宗教活動。1982年7月15日，中國政府控制的組織中國天主教愛國會擅自將絳州宗座監牧區更名為運城教區。同年9月23日，鄭守鐸獲地下教會團體秘密晉牧，未獲政府承認。1996年5月14日李宏光晉牧成為助理主教後，鄭主教在市郊坡里堂區服務，李主教則在主教座堂協助教區的行政工作。2006年，鄭守鐸主教和李宏光主教相繼去世，且未能選出接任人，需由8名神父組成的諮議會負責管理宗座監牧區的運作。2010年，武俊維主教獲任命為絳州宗座監牧。

## 教堂及朝圣地
- 新絳聖安道主教座堂

新絳聖安道主教座堂位於山西省運城市新絳縣北街頂端的高崖上。主教座堂建於1937年，由荷蘭孔昭明興建的哥德式建築主教座堂。文化大革命期間被破壞，1980年代修復及重新舉行宗教活動。2004年11月15日被列為運城市文物保護單位。2016年6月6日被列入第五批山西省文物保護單位。
- 坡里聖母大殿

坡里聖母大殿位於山西省運城市新絳縣坡里村，是山西地區的聖母朝聖地。1921年時，建成面積120平方米的教堂，但在文化大革命期間被查封及拆損。1982年修復及重新舉行宗教活動。1997年2月22日，動土重建更大的聖母大殿。大殿以中國宮殿式設計，總面積1200平方米，可容納2,500人。 2000年3月1日祝聖及啟用。

## 歷任主教

### 絳州宗座監牧
- 孔昭明神父, O.F.M.（1936年12月4日-1983年）：荷蘭籍[7]
- 鄭守鐸主教（1982年9月23日-2006年7月16日）：地下教會團體秘密晉牧，1991年獲政府承認公開就職。[8][9][10][11][12][13]
  - 李宏光助理主教（1996年5月14日-2006年7月16日）
- 李宏光主教（2006年7月16日-2006年12月13日）[14][15][16][17][18][15]
- 教座從缺（2006年-2010年）
- 武俊維主教（2010年9月21日-2022年5月10日）[19][14][20][21]
- 教座從缺（2022年5月10日-現在）